# Pellenes
Pellenes là một chi nhện trong họ Salticidae.

## Hình ảnh

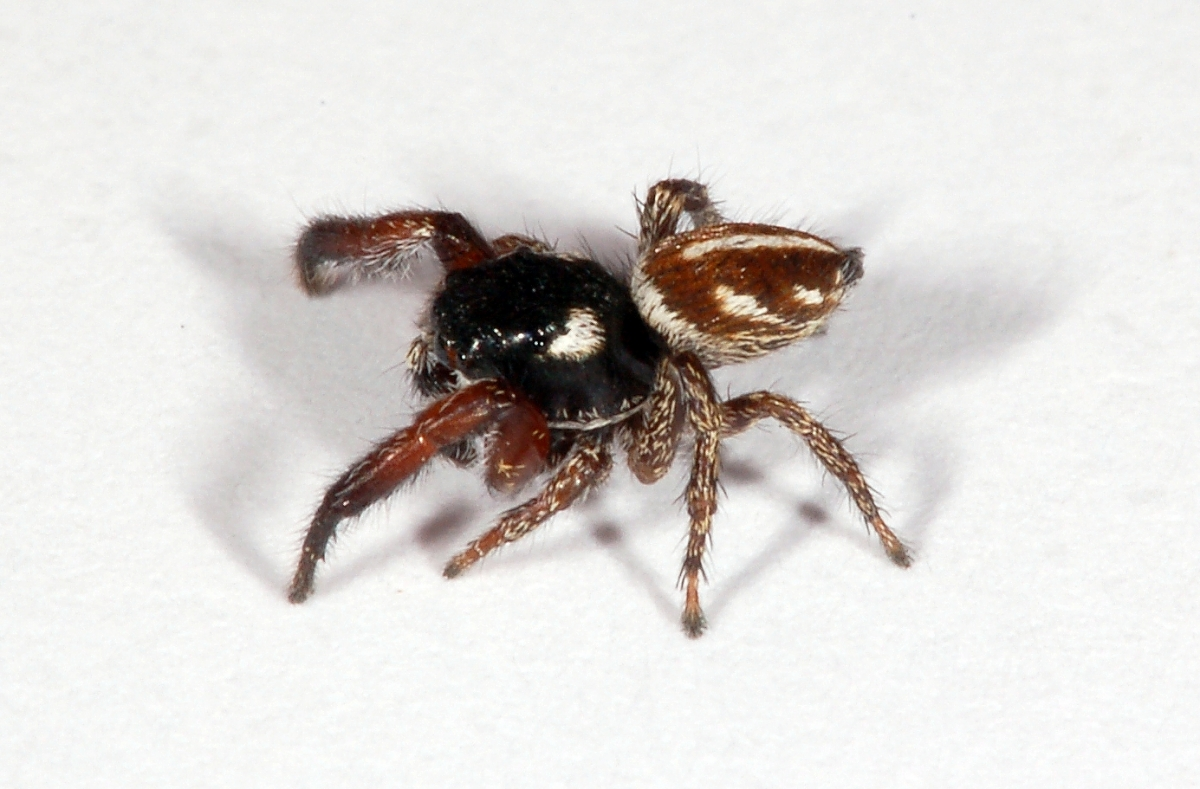
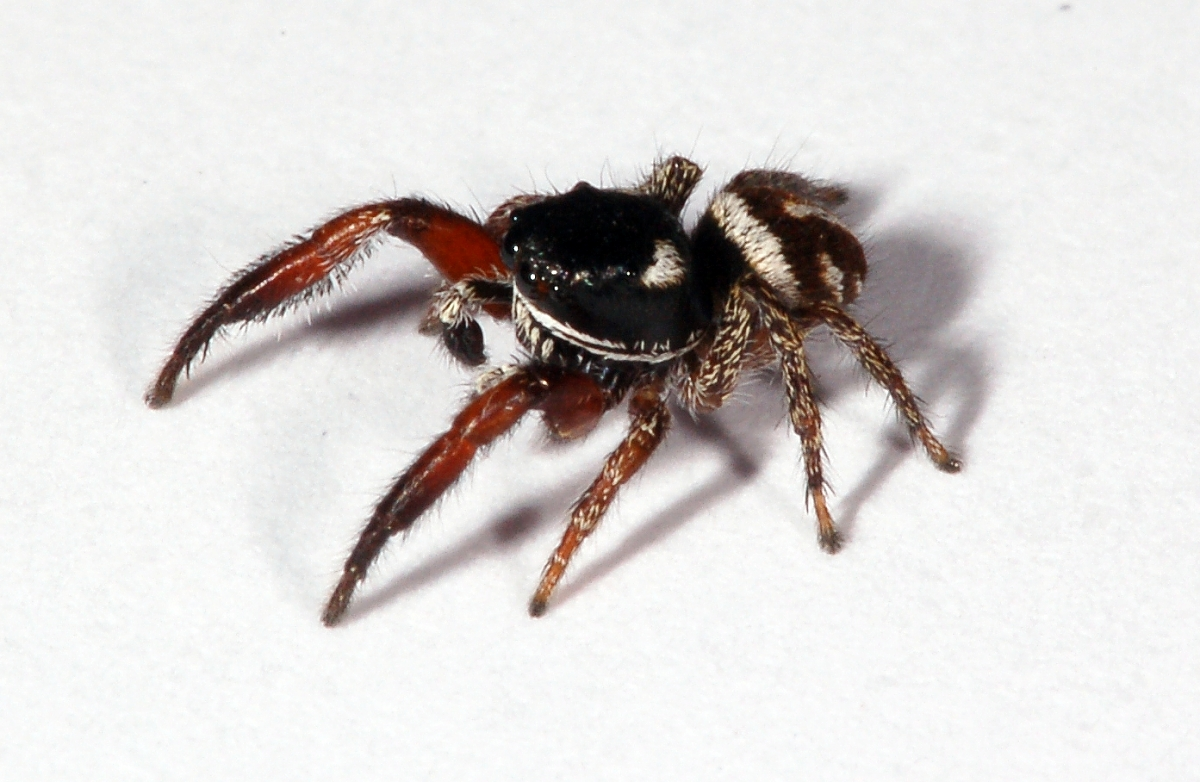
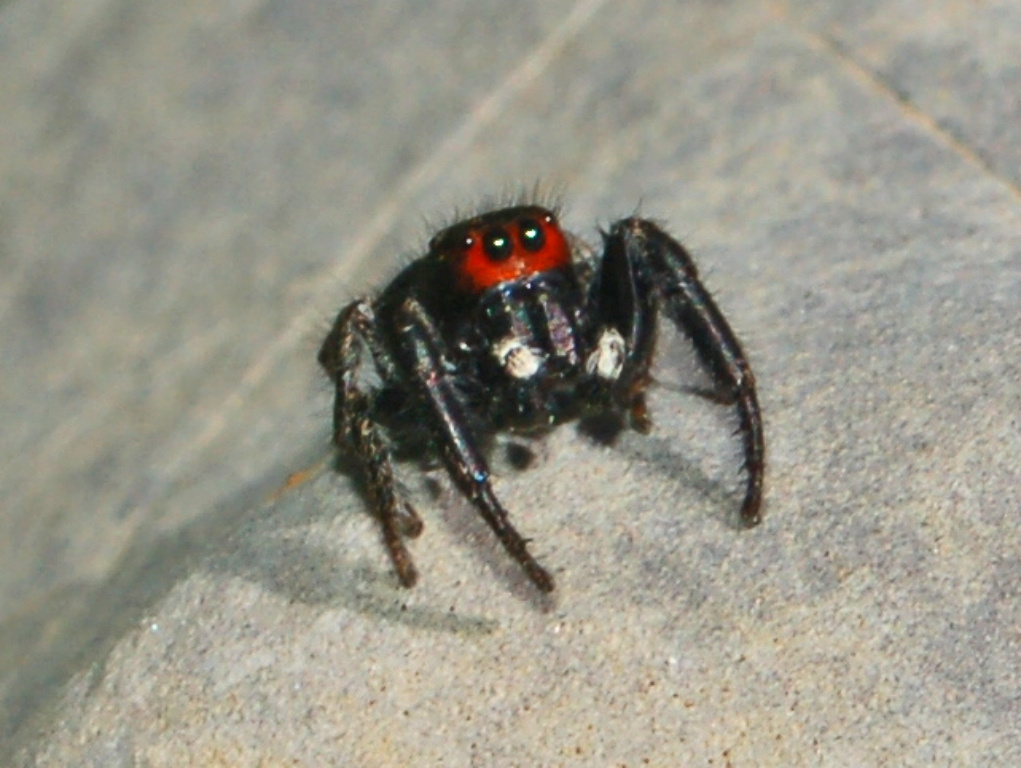